# Tomcats
Tomcats är en amerikansk komedifilm från 2001 skriver och regisserad av Gregory Poirier. Den handlar om ett gäng grabbar som ingått en pakt om att den av dem lyckas förbli ungkarl längst ska vinna en stor summa pengar.

## Skådespelare  i urval
| Jerry O'Connell    | – Michael Delaney        |
| Shannon Elizabeth  | – Officer Natalie Parker |
| Jake Busey         | – Kyle Brenner           |
| Horatio Sanz       | – Steve                  |
| Jaime Pressly      | – Tricia                 |
| Bernie Casey       | – Officer Hurley         |
| David Ogden Stiers | – Dr. Crawford           |
| Heather Stephens   | – Jill                   |
| Julia Schultz      | – Shelby                 |